# Max Winkelmann (Politiker)
Max Karl August Louis Winkelmann (* 27. November 1875 in Stolberg; † 23. April 1938 in Magdeburg-Sudenburg) war ein deutscher Polizist und Politiker (NSDAP).
Winkelmann war Polizist. Am 5. Juli 1921 übernahm er im Rang eines Oberstwachtmeister die Leitung des großen Polizeikommandos Magdeburg. Er schied als Polizeioberstleutnant in Magdeburg aus dem Dienst.
Er war Kreisführer des Stahlhelms in Magdeburg. Von April bis zu dessen Auflösung am 10. Juli 1933 gehörte er als Vertreter der Provinz Sachsen dem Preußischen Staatsrat an.